# Мамедов, Агиль Самед оглы
Мамедов Агил Самед оглы (30 июля 1969, Губадлинский район — 6 августа 1992, Лачинский район) — участник Первой карабахской войны. Стал шехидом 7 августа 1992 года в боях за Лачинский район. Указом № 457 Президента Азербайджанской Республики Гейдаром Алиевым 5 февраля 1993 года Агилу Мамедову было присвоено почётное звание Национальный герой Азербайджана.

## Биография
Агиль Мамедов родился 30 июля 1969 года в Губадлинском районе. После окончания средней школы № 2 в Губадлинском районе в 1984 году, продолжил своё обучение в Ханлыкском техникуме № 126. Также получил профессию водителя. Трудовую деятельность начал в управлении автомобильного транспорта Губадлинского района.

## Первая карабахская война
Агиль Мамедов был призван на военную службу в 1987 году. В 1988 году он вернулся на родину, прервав службу в Оренбургской области. Во время Карабахского конфликта вступил в ряды самообороны Губадлинского района. Был известен как незаменимый и неуловимый боец разведывательной бригады Карангуш, которая защищала сёла на границе с Арменией. Неоднократно принимал участие в вылазках в Кафан и Горис, Армении. В июне 1992 года принимал участие в освобождении заложников в Лачыне. Заложники были позже обменены на армянского офицера, который был захвачен группой Агиля Мамедова
7 августа 1992 года принимает участие в боевой операции на возвышенности Сусуздаг Лачинского района. По завершении задания отряд попадает в засаду. В бою Агиль Мамедов получает смертельное ранение от разрыва мины.

## Национальный герой
Указом №457 Президента Азербайджанской Республики Гейдара Алиева Агилу Мамедову было присвоено звание Национального Героя Азербайджана 5 февраля 1993 года.
Был похоронен на Аллее Шехидов Губадлинского района.

## Память
Средняя школа № 2 города Губадлы в которой учился Агиль Мамедов носит его имя. В настоящее время школа действует в Сумгаите.
Улицы в Губадлы и Гяндже названы в его честь.